# Brant
Brant je osada, součást Hostokryjí, které jsou částí městyse Senomaty v okrese Rakovník. Dnes se zde nachází několik domů a bývalá hájovna. Osada získala své německé jméno po kamenouhelném dole Brand (česky Požár). Původ jména bude patrně po majiteli či požáru v dole. V těchto místech se vyskytovaly uhelné sloje, které vystupovaly až na povrch a zde docházelo k samovznícení. Kromě toho stál v této obci také důl Ignác, který byl vyhlouben v roce 1875. Ve své době to byl jeden z nejmodernějších dolů Rakouska-Uherska. Technika dovezená z Anglie byla považována za nejmodernější. Od dolu do Lubné vedla železniční vlečka, která byla zrušena zároveň s dolem roku 1900. Místo kde důl stál, je v držení uhelného spolku Kohleinindustrie-Verein ve Vídni.